# هیوستون (آلبوم)
«هوستن» (به انگلیسی: Houston) آلبومی از هنرمند اهل ایالات متحده آمریکا دین مارتین است که در سال ۱۹۶۵ میلادی منتشر شد.